# Sacro Catino

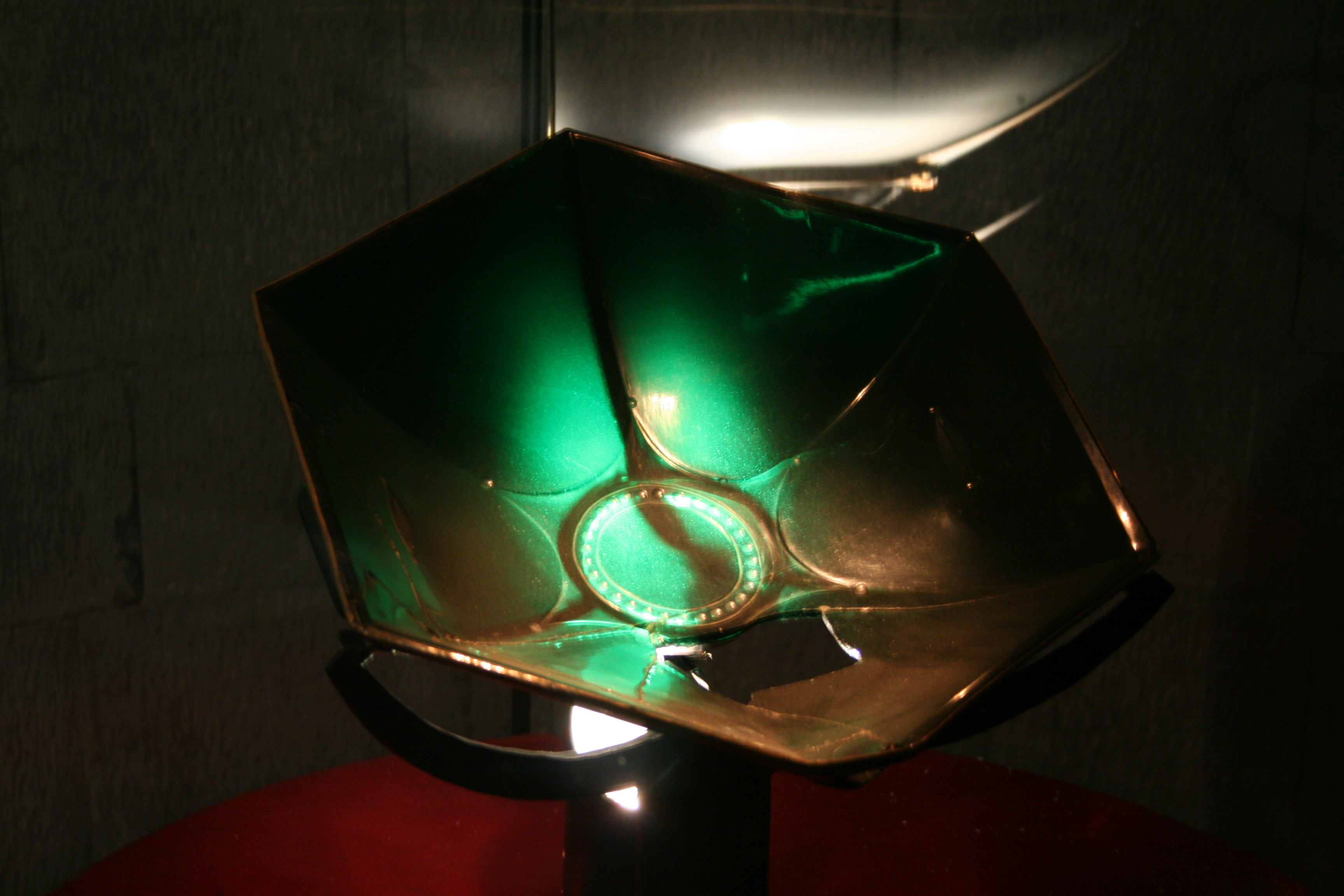
Il Sacro Catino

Il Sacro Catino è un manufatto conservato a Genova nel Museo del Tesoro della cattedrale di San Lorenzo; la tradizione lo vuole l'autentico Santo Graal, ovvero il simulacro del piatto usato da Gesù Cristo durante l'Ultima Cena, portato a Genova dopo la Prima crociata da Guglielmo Embriaco. 

## L'oggetto
Il catino è un vaso esagonale di materiale trasparente verde brillante. Nel tempo in cui venne portato a Genova si credette che fosse di smeraldo. Il Sacro Catino finì in frantumi durante la sua permanenza in Francia e fu oggetto di vari restauri: il primo nel 1908, nel 1951, e infine nel 2017.
Lo studio dell'oggetto realizzato durante il periodo di presenza in Francia da parte dell'Académie des sciences dell'Institut de France stabilì che si trattava di cristallo bizantino e non di smeraldo. Gli studi seguenti avrebbero postdatato l'opera ritenendola un manufatto islamico del IX-X secolo.
Tuttavia il restauro del 2017, eseguito dall’Opificio delle Pietre Dure di Roma, ha rivelato che il vetro soffiato di cui è composto è databile al I sec. Avanti Cristi, e tale datazione è stata altresì confermata dalla fattura e qualità dei materiali.

## Tra storia e leggenda
La fonte di questa credenza è Jacopo da Varagine, il quale racconta nella Cronaca Genovese che, durante la prima Crociata (XI secolo), i soldati genovesi al comando di Guglielmo Embriaco parteciparono alla presa della città di Cesarea (1101), entrando in possesso di quello che si riteneva fosse il piatto dell'Ultima Cena di Gesù.
L'arcivescovo Guglielmo di Tiro scrive nella seconda metà del XII secolo che i crociati avrebbero trovato in un tempio costruito da Erode il Grande il piatto di smeraldo e lo avrebbero comprato a caro prezzo. Lo rivendettero a caro prezzo ugualmente.
All'inizio del XIV secolo il cardinale Luca Fieschi ottenne il Catino in pegno del prestito di 9500 lire da lui fatto alla Compagna Comunis che nel 1327 riscattò il Catino e stabilì che in avvenire non potesse più essere impegnato né portato fuori dalla sacrestia della cattedrale.
Jean Le Meingre detto Boucicault, governatore francese di Genova, nel 1409 ne avrebbe tentato il furto. Nel 1470 Anselmo Adorno lo descrive con precisione, anche se poi lo confonde con il piatto nel quale era stata posta la testa del Battista, anch'esso conservato in San Lorenzo.
Alla fine del Quattrocento si sparse la voce che anche Venezia stesse tentando la sottrazione. Nel 1522 l'esercito dell'imperatore Carlo V saccheggiò Genova, ma non riuscì ad impossessarsi del tesoro della Cattedrale sia per la resistenza dei preti sia perché la Repubblica di Genova pagò 1000 ducati al capitano che assediava la sacrestia.
Nel 1726 Gaetano di Santa Teresa lo dice alto otto once genovesi (16 cm) mentre quello esposto oggi è alto soltanto 9 cm. Ciò ha fatto pensare a qualcuno che per impedirne il furto ne sarebbe stata fatta una copia con delle misure diverse.
Quando Genova fu conquistata dai francesi guidati da Napoleone Bonaparte il piatto fu portato a Parigi nel 1806 e, quando il 14 giugno 1816 fu restituito, ritornò a Genova rotto in 10 pezzi, di cui uno mancante.
Nel 2017, il "vaso di smeraldo" è stato restituito alla città nel suo colore trasparente, dopo il restauro eseguito dall'Opificio delle Pietre Dure di Firenze. Secondo L. Ciatti, protagonista del restauro attribuito a Daniele Angellotto Nel 1800, fu per la prima volta avanzata l'ipotesi che esso non fosse ricavato da un enorme smeraldo naturale, ma che si trattasse di un semplice vaso di vetro verde, una materia priva di valore economico.